# Kerstin Köppen
Kerstin Köppen (24 de noviembre de 1967 en Rathenow, Brandenburg) es una exremera alemana que llegó a ser en dos ocasiones campeona olímpica, en 1992 y 1996.

## Biografía
Köppen consiguió imponerse también en el Campeonato Mundial de Remo en la especialidad de cuatro scull en 1990, 1991, 1994, 1995 y 1997, además de conseguir una medalla de plata por parejas en 1993.